# Blue Moon (canción de 1934)
«Blue Moon»  (Luna triste en español) es una canción popular clásica escrita por los estadounidense Richard Rodgers y Lorenz Hart en 1934, que se ha convertido en una balada tradicional. Las primeras grabaciones, en 1935, incluyen las de Connee Boswell y Al Bowlly. Puede ser la primera instancia de la familiar "progresión de los años 1950" en una canción popular. La canción fue un éxito dos veces en 1949 con grabaciones exitosas en los EE. UU. por Billy Eckstine y Mel Tormé.
Posteriormente fue versionada por Sam Cooke en 1959. En 1961, «Blue Moon» se convirtió en un éxito y número uno internacional con el grupo de doo wop The Marcels, en la lista Billboard Hot 100 de los Estados Unidos y en la lista de UK Singles Chart del Reino Unido. Con los años, «Blue Moon» ha sido versionada por varios artistas incluyendo a Frank Sinatra, Billie Holiday, Elvis Presley, Liam Gallagher, The Mavericks, The Platters, Dean Martin, The Supremes y Rod Stewart.
Versiones de esta canción se utilizaron en la banda sonora de la película de terror, de comedia y en la actualidad película de culto Un hombre lobo americano en Londres.

## Antecedentes
«Blue Moon» fue compuesta en 1934. Rodgers y Hart habían sido contratados por Metro-Goldwyn-Mayer en mayo de 1933. En seguida les encargaron las canciones para la película —de el Gordo y el Flaco— y la escribieron originalmente para la comedia musical Una fiesta en Hollywood (Hollywood Party, 1934), en la que participarían muchas de las estrellas del estudio. Una de las canciones, Prayer (Oh Lord, make me a movie star) —«Oración (Señor conviérteme en estrella de cine)», en español— estaba pensada para que la cantara Jean Harlow, pero ni se grabó ni se incluyó en la película. Se reescribió la letra y pasó a titularse primero «Manhattan Melodrama» y más adelante «The Bad in Ev'ry Man», título con el que aparece en la película El enemigo público número uno (Manhattan Melodrama, 1934), interpretada por Shirley Ross en el Cotton Club. Se reescribió la letra una vez más y pasó conocerse como «Blue Moon». A partir de entonces la canción ha aparecido en al menos siete películas de MGM, entre ellas en Una tarde en el circo (At the Circus, 1939) de los Hermanos Marx, Cita en Las Vegas (Viva Las Vegas, 1964) cantada por Elvis Presley, Grease (1978), Rebeldes (The Outsiders, 1983)...
Se cree que el título de la canción proviene de una expresión inglesa que literalmente reza "Once in a Blue Moon" ("Una vez en una luna triste") y que se usa para adjetivar algo que sucede raramente. La letra relata un golpe de suerte tan poco probable que debió haber sucedido bajo una luna azul y también se juega con que el azul es el color de la melancolía, la misma que sufre el protagonista hasta que encuentra el amor.
La canción no tuvo demasiado éxito al principio, pero la MGM decidió explotarla comercialmente. Se cambió el título (más pegadizo), pasando a denominarse «Blue Moon», y parte de la letra (más romántica) a pesar de las reticencias de Hart. 

## Versiones

### Shirley Ross
Fue la primera versión de la película Manhattan Melodrama interprestada por Shriley Ross.

### Al Bowlly
Una de las primeras grabaciones de esta nueva y definitiva versión de «Blue Moon» fue la que realizó Al Bowlly en 1936 con gran éxito en Estados Unidos.

### Harpo Marx
Harpo Marx lleva a cabo esta versión instrumental al arpa en la película Un día en el circo (1939).

### Billy Eckstine
El cantante era del swing estadounidense Billy Eckstine hizo una versión de «Blue Moon», que llegó a las listas de Billboard en 1949. Fue lanzado por MGM Records número de catálogo 10311. Se alcanzó por primera vez el gráfico de la máquina tocadiscos el 5 de marzo de 1949, y tuvo una duración de tres.

### Mel Tormé
La versión de Mel Tormé publicada por el sello Capital Records, llegó a las listas de superventas el 8 de abril de 1949. Allí se mantuvo durante cinco semanas, alcanzando el puesto número 20. A la cara B del sencillo, «Again» le fue algo mejor: 18 semanas y top en el puesto 7.

### Billie Holiday
En 1955, la cantante Billie Holiday canta su versión.

### Elvis Presley
La primera grabación de crossover de Blue Moon» en rock and roll vino de Elvis Presley en 1956. Su versión de portada de la canción fue incluida en su álbum debut homónimo Elvis Presley, publicado en RCA Records. El lado B del sencillo «Just Because», producido por Sam Phillips. En la película de Jim Jarmusch de 1989, Mystery Train, las tres historias distintas que componen la narración están vinculadas por una parte de la versión de Elvis Presley de «Blue Moon» (oído en una emisión de radio) y un posterior disparo fuera de pantalla, que se escuchan una vez durante la historia, revelando que las tres historias ocurren simultáneamente en tiempo real.

### The Marcels
The Marcels, un grupo de doo-wop, también grabaron la pista para su álbum Blue Moon. En 1961, The Marcels tenían tres canciones para grabar y necesitaban una más. El productor Stu Phillips no le gustó ninguna de las otras canciones excepto una que tuvo los mismos cambios de acordes como «Heart and Soul» y «Blue Moon». Él les preguntó si sabían o bien, y uno sabía «Blue Moon» y se lo enseñó a los demás, aunque con el puente o la liberación (sección media - "oí a alguien susurrar...") equivocado. La famosa introducción a la canción ("bomp-baba-bomp" y "dip-da-dip") era un extracto de una canción original que el grupo tenía en su acto.
La introducción es un extracto de una canción que la banda llevaba en su repertorio y lo demás historia: Número 1 en diversas listas del mundo y disco de oro con más de un millón de copias vendidas.
Se vuelva esta versión más conocida del tema.  

#### Recepción y legado de la versión The Marcels
El sencillo que incluía a «Blue Moon» fue un éxito rotundo, ya que estuvo 3 semanas liderando el Billboard Hot 100, y además fue número uno en el Reino Unido, donde fue premiada con disco de oro. De esa manera The Marcels conseguía la fama definitiva y se instalaba en el podio de los charts mundiales y quedaba para siempre como uno de los grupos vocales que marcó la cancha en los años 1960. Pero mientras la canción sonaba en todas las radios del mundo en voz de The Marcels, Richard Rodgers declaraba su odio hacia esta versión enviando recados en varios diarios estadounidenses para que la gente no compre esa "basura" de disco.
La versión doo-wop de The Marcels es una de las tres versiones diferentes utilizados en la película de 1981 Un hombre lobo americano en Londres con esta versión que aparece en los créditos finales de la película. Una versión de Bobby Vinton juega durante los títulos de apertura de la película mientras que una versión de Sam Cooke juega durante la famosa escena de la transformación del hombre lobo. La versión de The Marcels de la canción se hace referencia en el 1962 nominado al Premio de la Academia de dibujos animados de Disney cortometraje musical, A Symposium en canciones populares durante la canción, "Puppy Love está aquí para quedarse" escrito por Robert & Richard Sherman.

### Stephane Grappelli
El músico Stephane Grappelli sacó una versión instrumental en viólin en una gira en Australia en 1990.

### The Mavericks
El grupo de música country estadounidense The Mavericks lanzó su versión de la canción para la banda sonora de la película de 1995 Apollo 13. Su versión alcanzó su punto máximo en el número 57 en el mapa de RPM Country Tracks en Canadá. También figuró en el mapa de RPM Adult Contemporary Tracks, alcanzando el número 15. Un video musical fue producido, dirigido por Todd Hallowell.

### Rod Stewart
El cantante británico Rod Stewart grabó la canción con Eric Clapton para el álbum 2004 de Stewart Stardust: The Great American Songbook, Volumen III. Su versión fue lanzada como un sencillo a principios de 2005 y alcanzó el puesto número 23 en el Billboard Adult Contemporary chart en los Estados Unidos.

## Otras versiones de la canción y su influencia en la cultura popular
1. El primer disco exitoso de la canción fue hecho por Connie Boswell para Brunswick en enero de 1935.
2. La canción fue grabada numerosas veces adicionales, incluyendo por Benny Goodman, Julie Londres, Frank Sinatra, Dean Martin, Jo Stafford, Patti Page, Conway Twitty, Showaddywaddy y Ella Fitzgerald.
3. Jimmy Bowen lanzó una versión de la canción como el lado B de su 1958 single «My Kind of Woman».[17]
4. Sha Na Na interpretó la canción en la película Grease de 1978, disponible en la banda sonora de Grease en el lado 2, pista 11. Esta interpretación fue una interpretación up-tempo doo-wop, interpretada para un efecto cómico de autoparodia (completa con una escena en la que el T-Birds literalmente luna la banda), en contraste con las actuaciones de baladas más típico.
5. The Ventures abrió su álbum 1961 The Colorful Ventures (Dolton BLP 2008 / BST 8008) con una versión instrumental.
6. Takeshi Terauchi & Bunnys grabó una versión instrumental de la canción en su álbum 1967, El mundo está esperando a Terry.
7. Bob Dylan cantó una versión la canción en su 1970 álbum doble Self Portrait.
8. El grupo de motown, The Originals, grabó una versión discográfica de la canción que fue lanzada como single en el sello Fantasy en 1978.
9. La actriz Dominique Dunne interpreta la canción en un episodio de 1982 de la serie de televisión Fame.
10. La cantante británica Elkie Brooks en su álbum 1984 Screen Gems.
11. El grupo canadiense Cowboy Junkies grabó una versión de la canción en el álbum 1988 del grupo The Trinity Session.
12. La actrizy cantante Cybill Shepherd canta «Blue Moon» en un episodio de 1987 de la serie de televisión Moonlighting, con Bruce Willis.[18]
13. El compositor Mark Isham lanzó una versión de portada, con voces de Tanita Tikaram, en su álbum homónimo de 1990.
14. El actor británico y cantante John Alford lanzó una portada en 1996 como un sencillo doble de A-side con «Only You» y fue su mayor éxito, alcanzando el puesto número 9 en el Reino Unido.
15. Red Elvises realiza con frecuencia la canción en concierto, y una versión se incluye en su álbum en vivo de 2000, Your Favorite Band Live.
16. Una versión rap de la canción fue interpretada por el músico Art Hodge y el grupo de rap y cantante de 40 Watt Hype durante la primera mitad de los créditos iniciales de la película de comedia de ciencia ficción australiana de 2002 The Adventures of Pluto Nash.
17. Una versión basada en la guitarra acústica de la canción por el músico cristiano contemporáneo, Phil Keaggy, características en su álbum 2006 instrumental, Rotonda.
18. En julio de 2011, Beady Eye lo grabó como un himno cantado por los aficionados del Manchester City durante los partidos, en apoyo de Manchester City F.C. nuevo 2011/12 kit[19][20]
19. La versión de The Marcels es utilizada en el skecth de Chiquidracula en el programa de televisión de los años 1980  Chiquilladas.[21]
20. La versión de Frank Sinatra fue utilizada como parte de las canciones del videojuego Fallout: New Vegas, tanto como canción de radio como canción del video introductorio.

### Adaptaciones corales
Una versión adecuada para la interpretación para coro de cámara organizada por David Blackwell está en la colección In the Mood, publicada por Oxford University Press.

### Versiones en español
El cantante venezolano Alfredo Sadel grabó una versión en español de «Blue Moon» retitulada como «Azul» (adaptación de René Estévez) incluido en un álbum de recopilación titulado Sadel en el tiempo, un álbum que consta de 4 volúmenes (CD) y publicado por la Fundación Alfredo Sadel.
La banda chilena Lucybell hizo una versión en español inédita para la musicalización de la obra teatral Blue Moon, el bar de los corazones solitarios en el año 1992. Esta obra teatral fue escrita y dirigida por el colectivo KM-69, integrado por Víctor Carrasco y Santiago Ramírez.

### Versión en italiano
El 17 de septiembre de 1935, el cantante italiano Carlo Buti grabó una versión italiana de «Blue Moon» titulada «Luna Malinconica» (adaptación de A. Bracchi) incluida en un álbum lanzado por Columbia (DQ 1611).
la gran cantante italiana Mina en estudio para su álbum L’allieva (2005) saca su versión.

### Versión instrumental
La versión instrumental de la canción de Billy Vaughn fue grabada en 1961 incluida en su álbum de estudio, Moonlight Melodies y Billy Vaughn Plays.
El violinista Vov Dylan y el pianista Glenn Amer hicieron una portada instrumental de esto para su álbum 2016 Cocktail Classics.